# Himesháza
Himesháza é um município da Hungria, situado no condado de Baranya. Tem 17,54 km² de área e sua população em 2019 foi estimada em 1.017 habitantes.